# Trasferimenti di popolazione polacca nel 1944-46

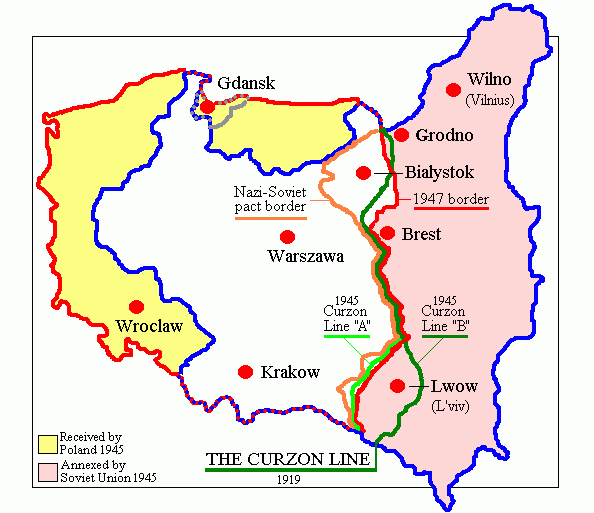
La Linea Curzon ed i cambiamenti territoriali della Polonia, 1939-1945. Le aree rosa e gialla rappresentano il territorio che era polacco prima della guerra (Kresy) e quello che era tedesco (Territori recuperati), rispettivamente.

I trasferimenti di popolazione polacca nel 1944-46 ebbero luogo dalla metà orientale della Seconda Repubblica di Polonia e sono noti anche come espulsione dei polacchi dalla macroregione di Kresy; si riferiscono alla migrazione forzata di polacchi verso e dopo la fine della Seconda Guerra Mondiale. Una simile politica, applicata dall'Unione Sovietica fra il 1939 e il 1941, aveva riguardato i residenti polacchi nella zona di occupazione sovietica dopo l'invasione nazi-sovietica della Polonia. La seconda ondata di espulsioni cominciò dopo la riconquista della Polonia dall’Armata Rossa nella contro-offensiva sovietica e il conseguente spostamento nei confini polacchi ratificati dagli Alleati.
I trasferimenti nel dopoguerra erano parte di una politica ufficiale sovietica, che condizionò milioni di cittadini polacchi, spostati a tappe dalle aree annesse all’Unione Sovietica. In seguito alle richieste sovietiche avanzate nella Conferenza di Teheran del 1943, la macroregione Kresy venne formalmente incorporata nelle repubbliche sovietiche di Ucraina, Bielorussia e Lituania, come accordato nella Conferenza di Potsdam del 1945, dove il  governo polacco in esilio non venne nemmeno invitato.
Il trasferimento forzato dei polacchi fu deciso dai leader alleati - Franklin D. Roosevelt, Winston Churchill e Joseph Stalin – durante la Conferenza di Teheran e in quella di Yalta. Negli effetti fu una delle più grosse fra le numerose evacuazioni ed espulsioni dopo la Seconda Guerra Mondiale, che in totale hanno trasferito nell’Europa Centrale ed Orientale circa 20 milioni di persone. Secondo I dati ufficiali, durante le espulsioni controllate dallo Stato fra il 1945 ed il 1946, circa 1.167.000 polacchi lasciarono il territorio divenuto sovietico, meno del 50% fra coloro che erano registrati per il trasferimento. Il trasferimento successivo ebbe luogo nel 1955-59, dopo la morte di Stalin.
Il processo è citato in modo vario come espulsione, deportazione, depatriazione, o rimpatrio, in base al contesto e alla fonte. Il termine ‘’rimpatrio’’ è usato ufficialmente da fonti comuniste sia sovietiche che polacche ed è una deliberata manipolazione, dal momento che le persone deportate lasciarono il loro luogo natale e non vi stavano facendo ritorno. Talvolta vi si riferisce anche con ‘’primo rimpatrio’’, in contrasto con il secondo del 1955-59. In un contesto più ampio viene a volte descritto come il culmine di un processo di de-polonizzazione delle aree dopo la guerra. Il processo venne pianificato e portato avanti dai regimi comunisti di Unione Sovietica e Polonia post-bellica. Molti dei trasferiti vennero insediati negli ex territori orientali della Germania dopo il 1945, i cosiddetti Territori recuperati della Repubblica Popolare di Polonia.